# Покшивянка (Сандомирський повіт)
Покшивянка (пол. Pokrzywianka) — село в Польщі, у гміні Клімонтув Сандомирського повіту Свентокшиського воєводства.
Населення — 266 осіб (2011).
У 1975-1998 роках село належало до Тарнобжезького воєводства.

## Демографія
Демографічна структура на день 31 березня 2011 року:
|          | Загалом | Допрацездатний вік | Працездатний вік | Постпрацездатний вік |
| -------- | ------- | ------------------ | ---------------- | -------------------- |
| Чоловіки | 127     | 23                 | 85               | 19                   |
| Жінки    | 139     | 31                 | 77               | 31                   |
| Разом    | 266     | 54                 | 162              | 50                   |